# Machteld van Lancaster
Machteld van Lancaster (Bolingbroke kasteel, Lincolnshire, 4 april 1339 — 10 april 1362) was de oudste dochter van Hendrik van Grosmont en Isabella van Beaumont. Zij was als kind gehuwd met Ralph Stafford en vervolgens, in 1352 in Londen met Willem V van Holland, die vanaf 1354 tekenen van krankzinnigheid ging vertonen. Ze krijgt met Willem een dochter die in 1356 overleed.
In juni 1359 is Machteld (Maud) uitgenodigd door haar zwager Albrecht van Beieren, haar man Willem V is inmiddels uit zijn functie gezet vanwege zijn krankzinnigheid, om het beleg van Delft bij te wonen. Na het beleg moeten honderden burgers om vergeving komen vragen in Den Haag aan zowel Albrecht als Machteld. Na juni 1360 of 1361 is Machteld teruggekeerd naar Engeland.